# Gerichtsamt Haynichen
Das Gerichtsamt Haynichen war in den Jahren zwischen 1856 und 1874 die unterste Verwaltungseinheit und von 1856 bis 1879 nach der Abschaffung der Patrimonialgesetzgebung im Königreich Sachsen Eingangsgericht. Es hatte seinen Amtssitz in der Stadt Hainichen (zeitgenössische Schreibweise: Haynichen).

## Geschichte
Nach dem Tod des Königs Friedrich August II. von Sachsen wurde unter dessen Nachfolger König Johann nach dem Vorbild anderer Staaten des Deutschen Bundes die Abschaffung der Patrimonialgesetzgebung verordnet. An die Stelle der bisher im Königreich Sachsen in Stadt und Land vorhandenen Gerichte der untersten Instanz traten die zentral gelegenen Bezirksgerichte und Gerichtsämter in nahezu allen größeren Städten. Die Details der Verwaltungsreform regelten das sächsische Gerichtsverfassungsgesetz vom 11. August 1855 und die Verordnung über die Bildung der Gerichtsbezirke vom 2. September 1856.
Stichtag für das Inkrafttreten der neuen Behördenstruktur im Königreich Sachsen war der 1. Oktober 1856. Das neu gebildete Gerichtsamt Haynichen unterstand dem Bezirksgericht Mittweida. Aufgelöst wurde das am 1. Februar 1851 eröffnete Königliche Gericht Hainichen. Dieses Gericht hatte vorher die Patrimonialgerichtsbarkeit der Familie Schönberg über die Stadt übernommen.
Der Sprengel des Gerichtsamt Haynichen umfasste folgende Ortschaften:
| - Hainichen - Berbersdorf - Berthelsdorf - Bockendorf - Crumbach bei Hainichen - Cunnersdorf | - Eulendorf - Falkenau bei Witzmühle - Gersdorf bei Hainichen - Goßberg mit Lichtenstein und Reuth - Kaltofen - Langenstriegis | - Mobendorf - Ottendorf bei Hainichen - Pappendorf - Riechberg mit Siegfried, Gehege und Hammermühle - Schlegel - Bockendorfer Forstrevier |

Nach der Neustrukturierung der Gerichtsorganisation gemäß dem Gesetz über die Organisation der Behörden für die innere Verwaltung vom 21. April 1873 gingen die Verwaltungsbefugnisse der Gerichtsämter zum 15. Oktober 1874 auf die umgestalteten bzw. neu gebildeten Amtshauptmannschaften über. Seitdem das bisherige königliche Gericht als königliches Gerichtsamt bezeichnet wurde, führte sein Vorstand den Titel Gerichtshauptmann.
Die Verwaltungsaufgaben des Gerichtsamts Haynichen wurden im Zuge der Neustrukturierung der sächsischen Gerichtsorganisation gemäß dem Gesetz über die Organisation der Behörden für die innere Verwaltung vom 21. April 1873 mit Wirkung vom 15. Oktober 1874 in die Amtshauptmannschaft Döbeln mit Sitz in der Stadt Döbeln integriert. Das Gerichtsamt war damit nur noch Gericht, die Trennung der Rechtsprechung von der Verwaltung umgesetzt.
Das Gerichtsamt Haynichen wurde 1879 auf Grund des Gesetzes über die Bestimmungen zur Ausführung des Gerichtsverfassungsgesetzes im Deutschen Reich vom 27. Januar 1877 und des Gesetzes über die Zuständigkeit der Gerichte in Sachen der nichtstreitigen Gerichtsbarkeit vom 1. März 1879 durch das neu gegründete Amtsgericht Hainichen abgelöst.

## Weblink
- Eintrag zum Gerichtsamt Haynichen im Digitalen historischen Ortsverzeichnis von Sachsen

## Schriftliche Überlieferung
Die Archivalien des Gerichtsamts Haynichen werden als Bestand 20093 Gerichtsamt Hainichen heute im Sächsischen Staatsarchiv – Staatsarchiv Leipzig verwaltet.

## Richter
Die Leiter des Gerichtsamts trugen den Titel Gerichtsamtmann. Dies waren:
- 1856–1873: Leopold Gustav Geudtner (vorher Aktuar beim Justizamt Nossen)
- 1873–1879: Karl Eduard Emil Lobe (vorher Gerichtsamtmann beim Gerichtsamt Oberwiesenthal)